# Vale do Sol
Vale do Sol är en kommun i Brasilien.   Den ligger i delstaten Rio Grande do Sul, i den södra delen av landet, 1 600 km söder om huvudstaden Brasília. Antalet invånare är 11 077.
Omgivningarna runt Vale do Sol är en mosaik av jordbruksmark och naturlig växtlighet. Runt Vale do Sol är det ganska glesbefolkat, med 31 invånare per kvadratkilometer.